# Strapaese
Strapaese è stato un movimento letterario e culturale sviluppatosi in Italia intorno al 1926, caratterizzato dallo spirito patriottico e dalla difesa e valorizzazione del territorio nazionale. Insieme all'antitetico movimento Stracittà costituisce una delle due linee di sviluppo principali della letteratura fascista. Obiettivo di Strapaese era la promozione in ambito culturale dei valori dell'Italia rurale, tradizionale, paesana, cattolica (ma non clericale) e patriottica: ciò che sarebbe dovuto avvenire, secondo gli strapaesani, mediante il fascismo.

## Storia
Sorto in Valdarno alla metà degli anni venti, nacque come corrente fiancheggiatrice del fascismo populista e tradizionalista.
Dopo che il fascismo, al termine del periodo aventiniano, ebbe preso completamente il potere, molti letterati si ispirarono a tali concetti scrivendo strisce a fumetti e racconti i cui protagonisti erano personaggi di fantasia riflesso di un'umanità provinciale nazionale apportatrice di onestà e, soprattutto, di ordine sociale. Le riviste che trattarono tali argomenti e pubblicarono questi racconti furono Il Selvaggio (1924-1942) e L'Italiano (1926-1942). Fra gli esponenti più importanti del movimento: Mino Maccari, Leo Longanesi, Vincenzo Cardarelli e Curzio Malaparte, che già nel 1924 aveva vaticinato:
(Prefazione a Umberto Klinger, Rinascita polesana, Mondadori, 1924, p. 14)
Sostenitore del folclore e delle tradizioni locali (regionali), Strapaese si oppose anche alle demolizioni e agli sventramenti degli antichi borghi medievali nei centri urbani, criticando con le sue vignette satiriche le direttive ufficiali del fascismo insieme alla sua svolta dittatoriale. Grazie soprattutto alla sua ispirazione autarchica, il termine si diffuse e conobbe una grande popolarità.
In seguito l'espressione, una volta divenuta parte del linguaggio comune, subì uno slittamento di significato passando a indicare un atteggiamento di esagerato provincialismo. Collaboratori di rango a questa vivace tendenza artistico-letteraria furono, anche -prima di dar vita, nel 1931 e sulla base di un ulteriore registro ideale del tutto autonomo, alla rivista 'L'Universale'-Romano Bilenchi(vedi il suo romanzo 'Vita di Pisto') e Berto Ricci.

## Nota e Bibliografia
1. ↑   Cultura. Strapaese e l’incarnazione dell’eterna anima italica nel “secolo breve”, su Barbadillo, 2 ottobre 2016. URL consultato il 23 febbraio 2022.

Almanacco Di Strapaese. 'L'Italiano Editore in Bologna'.1929.
Marcello Staglieno e Indro Montanelli- Leo Longanesi. Milano, Rizzoli, 1984.
Enrico Nistri - Le strade di Strapaese,1985.
Paolo Buchignani - Un fascismo impossibile. Bologna, Il Mulino, 1994.
Paoli Buchignani - La rivoluzione in camicia nera. Milano, Mondadori, 2007.
Romano Bilenchi - Amici. Milano, Rizzoli, 2009.